# Renato Rui
Renato Rui (* 7. Juni 1979 in Maringá) ist ein brasilianischer ehemaliger Handballspieler, der zumeist als rechter Rückraumspieler oder rechter Außenspieler eingesetzt wurde. In seiner Heimat ist er besser bekannt unter dem Namen Renato Tupan. Den Spitznamen Tupan, was im Indischen Gott bedeutet, erhielt er von seiner Mutter. Rui hat drei Brüder.

## Karriere

### Verein
Der 1,89 m große und 90 kg schwere Linkshänder begann mit neun Jahren in der Schule mit dem Handballspiel. Anfänglich spielte er u. a. auch Volleyball, entschied sich mit 13 aber für den Wurfsport. Zunächst lief er für den Clube Olímpico Maringá in seiner Heimatstadt auf, nach seinem Studienbeginn der Betriebswirtschaftslehre in São Paulo für EC Pinheiros in der Liga Nacional. In der Saison 2002/03 spielte er für São Caetano und wurde zum besten Spieler auf seiner Position gewählt wurde.
Durch die Vermittlung seines zu dieser Zeit bei Frisch Auf Göppingen spielenden Landsmannes Bruno Souza kam er nach Deutschland. Seine erste Station war 2003/04 beim Regionalligisten HSG Langenau-Elchingen. Nach einer Saison unterschrieb er beim Zweitligisten HSG Niestetal-Staufenberg, für den er die nächsten eineinhalb Jahre spielte. Im Januar 2006 verpflichtete ihn der Zweitligist TSV Hannover-Burgdorf bis zum Saisonende. Nach drei Jahren führte ihn der Weg in die 1. Bundesliga zum Wilhelmshavener HV, mit dem er 2007/08 allerdings absteigen musste. 2009 wurde er vom TuS N-Lübbecke verpflichtet, mit dem er das Final Four im DHB-Pokal 2009/10 erreichte. Anschließend kehrte er in seine Heimat nach São Bernardo zurück. Bereits im Januar 2011 unterschrieb er wieder in Deutschland, beim Ost-Drittligisten TG Münden. Nach wenigen Monaten zog es ihn wieder nach Brasilien zurück. Von 2011 bis 2014 lief er für Metodista / São Bernardo-SP auf.
Ab September 2014 spielte er beim Sydney University Handball Club in Australien, mit welchem er 2014 am IHF Super Globe teilnahm. Im Januar 2015 wechselte er bis zum Saisonende nach Italien zu Terraquilia Carpi. Anschließend kehrte er nach Sydney zurück. Bei seiner dritten Teilnahme in Folge am Super Globe verletzte er sich an der Ferse, was zu seinem Karriereende führte.

### Nationalmannschaft
In der brasilianischen Nationalmannschaft debütierte Renato Rui im Jahr 1998. Bei den Panamerikanischen Spielen 2003 gewann er die Goldmedaille. Die Panamerikameisterschaft konnte er 2006 und 2008 gewinnen, jeweils gegen den Erzrivalen Argentinien.
Rui nahm an den Weltmeisterschaften 1999, 2001,
2003, 2005, 2007 und 2011 teil, wobei der 16. Platz 1999 seine beste Platzierung war.
Bei den Olympischen Spielen 2004 in Athen belegte er den 10. Rang, bei den Olympischen Spielen 2008 in Peking den 12. Platz. Insgesamt bestritt Renato Rui mindestens 133 Länderspiele, in denen er 231 Tore erzielte.